# 라이스고래
라이스고래(영어: Rice's whale, 학명: Balaenoptera ricei) 또는 멕시코만 고래(영어: Gulf of Mexico whale)는 멕시코만 북부에 서식하는 수염고래 종이다. 본래는 브라이드고래의 하위 집단으로 분류되었지만, 2021년, 유전 및 골격 연구를 통해 별개의 종임이 밝혀졌다.

## 같이 보기
- 고래류의 종 목록
- 수염고래